# يوليا برندلر
يوليا برندلر (بالألمانية: Julia Brendler)‏ هي ممثلة ألمانية، ولدت في 26 فبراير 1975 بشفيدت في ألمانيا.

## وصلات خارجية
- يوليا برندلر على موقع IMDb (الإنجليزية)
- يوليا برندلر على موقع ألو سيني (الفرنسية)
- يوليا برندلر على موقع أول موفي (الإنجليزية)
- يوليا برندلر على موقع قاعدة بيانات الأفلام السويدية (السويدية)
- يوليا برندلر على موقع قاعدة بيانات الفيلم (الإنجليزية)
- يوليا برندلر على موقع كينوبويسك (الروسية)